# كاسانو دادا
كاسانو دادا (بالإنجليزية: Cassano d'Adda)‏ هي بلدة ومدينة في مدينة ميلان ، لومباردي ، إيطاليا ، وتقع على الجانب الأيمن من نهر أدا. يقع على حدود مدينة ميلانو الحضرية ومقاطعة بيرغامو. يتم تقديمه عن طريق محطة سكة حديد Cassano d'Adda.
ينقسم إقليم كاسانو دادا إلى جزأين يتميز كلاهما باختلاف في الارتفاع يتراوح بين 20 و 25 مترًا عن طريق نهر أدا. النهر ، الذي لا يزال يتدفق في صدع عميق في فابريو ، يمتد في قاع نهر واسع في كاسانو ، حيث تنقسم مياهه إلى عدة فروع تفصلها جزر صخرية و غابات.

## وصلات خارجية
- الموقع الرسمي